# Pierre Guérin de Tencin

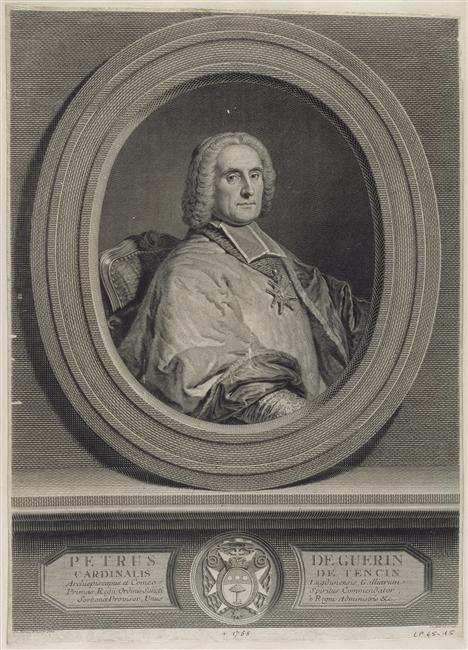
Pierre Guérin, Kardinal de Tencin

Pierre Guérin de Tencin (* 22. August 1680 in Grenoble; † 2. März 1758 in Lyon) war ein französischer Kardinal der Römischen Kirche. Er war zugleich Erzbischof von Embrun (1724–1740) und von Lyon (1740–1758).

## Leben und Wirken
Sein Vater war Antoine Guérin de Tencin (1641–1705) und seine Mutter Louise de Buffévent, beide seit dem 22. September 1673 in Grenoble verheiratet. Eine seiner Schwestern war Claudine Guérin de Tencin, eine Salonnière in Paris und Mutter des Mathematikers und Enzyklopädisten Jean Baptiste le Rond d’Alembert.
Nach Studien bei den Oratorianern in seiner Heimatstadt immatrikulierte er sich an der Sorbonne, wo er 1702 Prior und 1705 promoviert wurde. Er wurde Generalvikar der Diözese von Sens und begleitete 1721 Kardinal de Rohan nach Rom, wo dieser am Konklave teilnahm, um Kardinal Conti zu unterstützen. Er blieb in Rom, um den Abt von Kloster Trois-Fontaines zu unterstützen, bis Benedikt XIII. ihn am 26. Juni 1724 als Erzbischof von Embrun einsetzte.
Papst Clemens XII. erhob Guérin de Tencin am 23. Februar 1739 zum Kardinal, seine Titelkirche war Santi Nereo e Achilleo. Als französischer Botschafter blieb er bis 1742 in Rom, wo er am 19. November 1740 zum Erzbischof von Lyon ernannt wurde. Der französische König Ludwig XV. ernannte ihn im September 1742 zum Staatsminister ohne Portefeuille.
Kardinal Guérin de Tencin verfolgte die als Häretiker verurteilten Jansenisten mit großer Strenge und setzte auf einer Provinzialsynode in Embrun Bischof Jean Soanen de Senez trotz seines Alters von 80 Jahren ab, weil er gegen die Bulle Unigenitus Dei filius verstoßen hatte.
Nach dem Tode des betagten Kardinals und regierenden Ministers André-Hercule de Fleury, der ihn sehr gefördert hatte, im Januar 1743 verlor Kardinal de Tencin an Einfluss. 1749 starb seine Schwester Claudine Guérin de Tencin, die ebenfalls sehr viel zu seinem Aufstieg auf der Karriereleiter beigetragen hatte. Schließlich zog er sich 1752 in seine Diözese Lyon zurück.